# Management (película)
Management es una película de 2009 dirigida por Stephen Belber y protagonizada por Jennifer Aniston y Steve Zahn. Se estrenó en el Festival Internacional de Cine de Toronto 2008 y recibió un estreno límite el 15 de mayo de 2009.

## Sinopsis
Una vendedora de arte itinerante trata de deshacerse de un gerente de motel que se enamora de ella y no la deja en paz.

## Elenco
- Jennifer Aniston como Sue Claussen, vendedora de arte itinerante.[4]
- Steve Zahn como Mike Flux, el gerente del motel.[4]
- Woody Harrelson como Jango.
- Matthew Goode como Peter Claussen.
- Jackie Earle Haley como Oliver Cromwell.
- Patrick Wilson como Stuart Claussen.
- Fred Ward como Jerry Flux.
- Margo Martindale como Trish Flux.
- James Hiroyuki Liao como Al.
- Josh Lucas como Barry.
- Mark Boone Junior como Jack.

|                  |            |
| Jennifer Aniston | Steve Zahn |

## DVD
El DVD se lanzó el 29 de septiembre de 2009. Ha recaudado 3 753 546 dólares por DVD.